# Japan Open Tennis Championships 1998
Il Japan Open Tennis Championships 1998 è stato un torneo di tennis giocato sul cemento.
È stata la 26ª edizione del Japan Open Tennis Championships, che fa parte della categoria International Series Gold nell'ambito dell'ATP Tour 1999 e della Tier III nell'ambito del WTA Tour 1998.
Sia il torneo maschile che quello femminile si sono giocati all'Ariake Coliseum di Tokyo in Giappone, 
dal 13 al 19 aprile 1998.

## Campioni

### Singolare maschile
Andrei Pavel ha battuto in finale  Byron Black con il punteggio di 6–3, 6–4

### Singolare femminile
Ai Sugiyama ha battuto in finale  Corina Morariu con il punteggio di 6–3, 6–3

### Doppio maschile
Sébastien Lareau /  Daniel Nestor hanno battuto in finale  Olivier Delaître /  Stefano Pescosolido con il punteggio di 6–3, 6–4

### Doppio femminile
Naoko Kijimuta /  Nana Miyagi hanno battuto in finale  Amy Frazier /  Rika Hiraki con il punteggio di 6–3, 4–6, 6–4